# Alexander (satellite)
Alexander, noto anche come PhoneSat 2.0 Beta o PhoneSat v2a è un satellite dimostrativo tecnologico gestito dal centro ricerche Ames della NASA, lanciato nell'aprile 2013. Parte del programma PhoneSat, è stato uno dei primi tre veicoli spaziali PhoneSat e il primo satellite Phonesat-2.0 ad essere lanciato.
Alexander, un satellite PhoneSat-2.0, è stato costruito secondo la specifica CubeSat a unità singola (1U), e misura 10 centimetri in ogni dimensione. Il satellite è basato su uno smartphone Samsung Electronics Nexus S che sostituisce il computer di bordo. Il satellite è dotato di un transponder in banda S bidirezionale e di pannelli solari per la generazione di energia elettrica. La navicella spaziale utilizza i giroscopi del telefono, unitamente a un ricevitore GPS, per determinare la sua posizione e orientamento, e un sistema di ruote di reazione e bobine magnetiche per il controllo dell'assetto.
Alexander prende il nome da Alexander Graham Bell, l'inventore del telefono. Le altre due navicelle spaziali PhoneSat lanciate a bordo dello stesso razzo si chiamavano Graham e Bell. Le tre navicelle spaziali PhoneSat, insieme al satellite commerciale Dove 1, furono lanciate come carico utile secondario a bordo del primo volo del lanciatore Antares; volo A-ONE. Il carico utile principale era il simulatore di massa Cygnus.
Il decollo è avvenuto alle 21:00 UTC del 21 aprile 2013, dal Pad 0A del Mid-Atlantic Regional Spaceport, a seguito dei tentativi del 17 e 20 aprile che erano stati cancellati a causa di un problema ombelicale e venti di intensità elevata. Il lancio è stato condotto da Orbital Sciences Corporation, ma i CubeSats sono stati lanciati sotto contratto con Spaceflight Services, utilizzando i dispenser prodotti dalla Innovative Solutions In Space (ISIS). Alexander, Graham e Bell sono stati distribuiti da un singolo dispenser ISIPod, mentre Dove 1 è stato distribuito da un secondo dispenser dello stesso. Il 27 aprile 2013 fu confermato che il satellite è bruciato nell'atmosfera, con gli strumenti in funzione fino alla fine.